# Groupe SECOM
Le Groupe SECOM est un groupe audiovisuel français indépendant implanté dans le département du Nord, à Villeneuve-d'Ascq.

## Histoire
En 2001, le groupe SECOM est fondée par Bruno Lecluse et crée notamment la chaîne de télévision Melody, dédiée à la chanson française des années 1960 à 2000.
En 2009, le service audiovisuel My Zen TV est lancé.
Puis, le groupe marque son arrivée dans la TNT gratuite avec la création d'une nouvelle chaîne de télévision de proximité, Grand Lille TV créée en 2009.
En 2012, le groupe acquiert la chaîne The Museum Channel, rebaptisée Museum en 2017.
Le groupe construit également un pôle média à Villeneuve-d'Ascq en 2014. Ensuite, depuis 2015 avec leur partenariat avec l'agence Socrate, ils développent une école supérieure de journalisme : l'ESJ Paris Grand Lille.
Par la suite en 2016, le groupe crée sa propre régie publicitaire multimédia baptisée, ARE Média et Grand Littoral TV, la chaîne d'information de proximité et la deuxième chaîne TNT gratuite fondée par le groupe. Elle est diffusée actuellement principalement sur la Côte d'Opale.
En 2017, le groupe SECOM lance Melody d'Afrique consacrée aux artistes africains « vintage », sur le modèle de Melody.
En janvier 2022, Grégoire De Vaissière rejoint le groupe en qualité de Directeur Général.
En janvier 2023, le groupe de production audiovisuel Les Films d'Ici rejoint le groupe SECOM et fait suite aux acquisitions des sociétés de production Bel Air Media et Kuiv

## Activités

### Télévision
| Logo | Chaîne | Date de création | Propriétaire                  |
| ---- | --- | ---------------- | ----------------------------- |
|      | Melody Chaîne thématique nationale consacrée à la variété française et internationale des années 1960 à 1990                        | 3 décembre 2001  | 100% Groupe SECOM             |
|      | Melody d'Afrique Chaîne thématique nationale consacrée à la variété Africaine et internationale des années 1960 à 1990              | septembre 2017   | 100% Groupe SECOM             |
|      | Museum Chaîne thématique nationale consacrée à l'art                                                                                | décembre 2010    | 100% Groupe SECOM             |
|      | My Zen TV Chaîne thématique nationale consacrée au bien-être                                                                        | 23 janvier 2008  | 100% Groupe SECOM             |
|      | My Zen Nature Chaîne thématique nationale consacrée à la nature                                                                     |                  | 100% Groupe SECOM             |
|      | BFM Grand Lille Chaîne d'information locale consacrée à la région Lilloise                                                          | 8 octobre 2009   | 29 novembre 2019 (4%)         |
|      | BFM Grand Littoral Chaîne d'information locale consacrée aux régions du Nord de la France                                           | 17 novembre 2017 | 29 novembre 2019 (4%)         |
|      | Le Figaro TV Île-de-France Chaîne thématique locale consacrée à la culture et à l'art de vivre et axée sur la région Île-de-France. | 17 avril 2023    | Groupe SECOM et Groupe Figaro |